# Paula Malia
Paula Malia (Barcelona; 29 de septiembre de 1990) es una actriz y cantante española conocida por interpretar a Teresa Díaz en la serie de Benvinguts a la família (2018). También interpretó a Carmen en la serie de Netflix Valeria (2020-2025).

## Biografía
Estudió arte dramático en la escuela Eòlia de Barcelona. Además, actualmente estudia en el Instituto del Teatro de Barcelona. Forma parte del grupo de música The Mamzelles junto a Paula Ribó y Bàrbara Mestanza. El grupo saltó a la fama al protagonizar un anuncio sobre reciclaje de la Generalidad de Cataluña.
Empezó su carrera en televisión en el programa de sketches deportivos Crakòvia, donde imitó a diversos personajes de entre los que destaca el de Pilar Rubio.
En 2014 formó parte del reparto de la serie de TV3 El crac, escrita, dirigida y protagonizada por Joel Joan. El año siguiente hizo una aparición capitular en la serie de sobremesa de TV3 La Riera, donde interpretó a Vanessa.
En 2016 fue una de las protagonistas de la segunda temporada de la serie de Cites de TV3, donde interpretó a Elena, una joven alegre y soñadora sin mucha suerte en el amor. Malia apareció en 6 episodios de la serie tanto como personaje de apoyo para las citas de su compañero de piso Dídac (Alain Hernández), como con las suyas propias junto a Berto (Artur Busquets), Quim (David Marcé) y Gerard (Àlex Maruny).
En 2019 se incorporó como personaje secundario a la serie original de Netflix El vecino y en 2020 fichó por la misma plataforma para ser una de las protagonistas de la serie Valeria, interpretando a Carmen.

## Filmografía

### Televisión
| Año       | Título                   | Rol               | Canal   | Notas                          |
| --------- | ------------------------ | ----------------- | ------- | ------------------------------ |
| 2013-2015 | Crackòvia                | Varios personajes | TV3     | Elenco recurrente; 6 episodios |
| 2014      | El crac                  | Eugènia           | TV3     | Elenco recurrente; 6 episodios |
| 2015      | La Riera                 | Vanessa           | TV3     | 1 episodio                     |
| 2016      | Cites                    | Elena             | TV3     | Elenco recurrente; 6 episodios |
| 2017      | La peluquería            | Chica             | La 1    | 1 episodio                     |
| 2018      | Cançó per tu             | Nuria             | TV3     | Telefilme                      |
| 2018      | Si no t'hagués conegut   | Clara             | TV3     | Elenco principal; 10 episodios |
| 2019      | Benvinguts a la família  | Teresa            | TV3     | Elenco recurrente; 9 episodios |
| 2019-2021 | El vecino                | Alicia            | Netflix | Elenco recurrente; 8 episodios |
| 2020-2025 | Valeria                  | Carmen            | Netflix | Elenco principal; 24 episodios |
| 2021      | L'última nit del Karaoke | Gemma y Anna      | TV3     | Elenco principal; 10 episodios |

### Cine
| Año  | Título                | Rol          | Director           |
| ---- | --------------------- | ------------ | ------------------ |
| 2011 | Animals               | Mar          | Marçal Forés       |
| 2012 | Los inocentes         | Inés         | Carlos Alonso-Ojea |
| 2019 | Gente que viene y bah | Débora Vélez | Patricia Font      |
| 2021 | Loco por ella         | Laura        | Dani de la Orden   |

### Teatro
| Año       | Título                      | Director                   | Teatro                       |
| --------- | --------------------------- | -------------------------- | ---------------------------- |
| 2012      | The experiment              | The Mamzelles y Àlex Mañas | Teatre Lliure                |
| 2012-2013 | My sweet country            | Àlex Mañas                 | Teatro Poliorama             |
| 2013      | Orgia                       | The Mamzelles y Àlex Mañas | Teatre Lliure                |
| 2014      | Safari Pitarra              | Jordi Oriol                | Teatre Nacional de Catalunya |
| 2018      | La importància de ser Frank | David Selvas               | Teatre Nacional de Catalunya |
| 2019      | Jacuzzi                     | Marc Rosich                | Sala Flyhard                 |
| 2021      | Sota la neu                 | Anna Llopart               | Sala Beckett                 |

## The Mamzelles
En 2012 el grupo lanzó su primer disco Que se desnude otra con Discmedi. En 2014 el grupo publica su segundo disco llamado Totem También con la discográfica Discmedi y producido por Fluren&Santos